# 埼玉県道161号越谷川口線

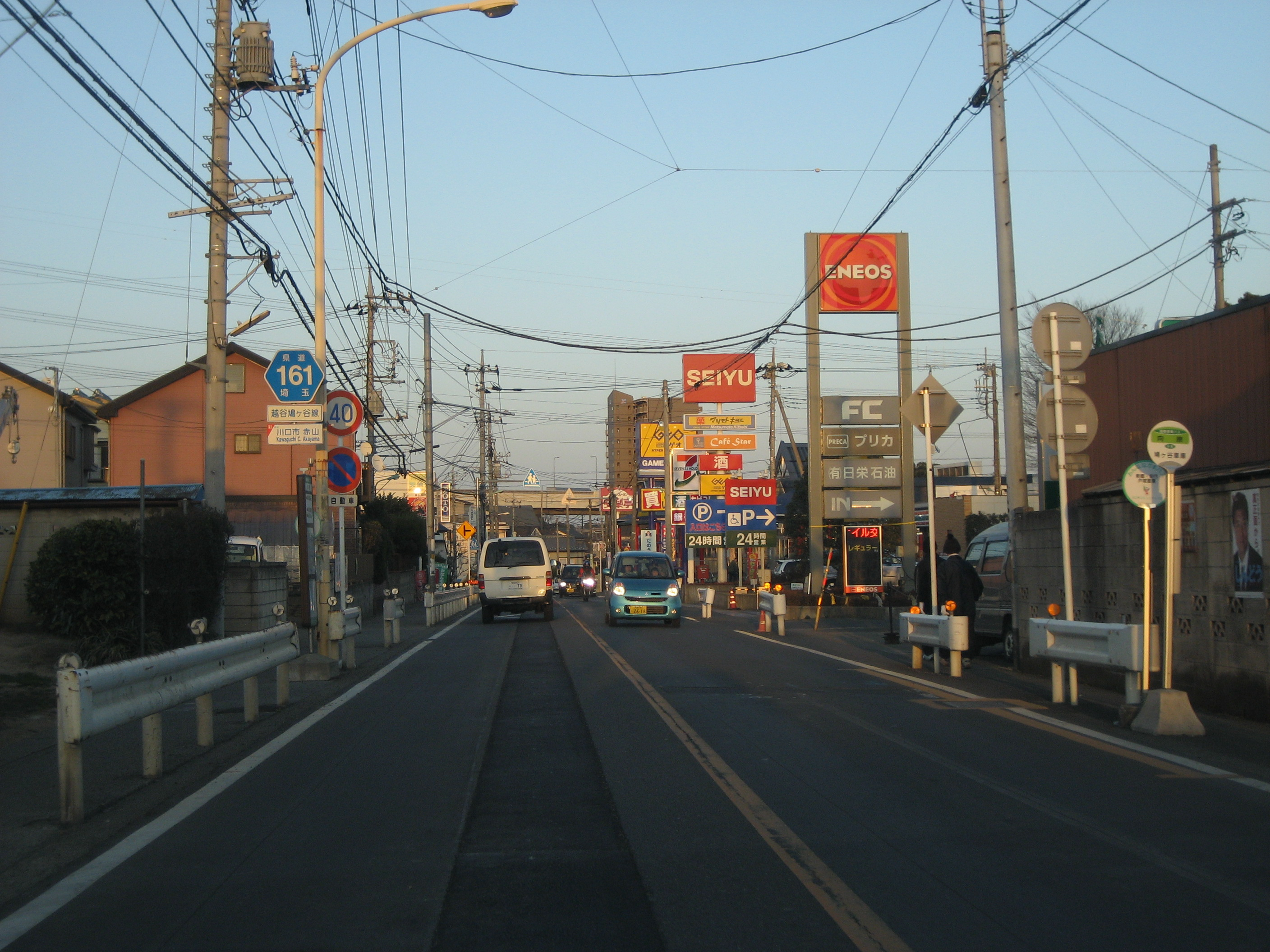
埼玉県川口市赤山付近

埼玉県道161号越谷川口線（さいたまけんどう161ごう こしがやかわぐちせん）は、埼玉県越谷市から同県川口市に至る一般県道である。終点の自治体である鳩ヶ谷市の川口市への編入合併に伴い、2012年（平成24年）1月1日に越谷鳩ヶ谷線から改称された。

## 概要
通称「鳩越線」。川口市赤山から北の区間は旧赤山城を結ぶ街道の1つであったことから、「赤山街道」とも呼ばれる。
かつて起点が越谷市弥生町（埼玉県道404号越谷停車場線交点）であったが、平成30年3月30日に越谷市南越谷一丁目（埼玉県道49号足立越谷線交点）に変更された。

### 路線データ
埼玉県法規集による起終点および経過地は次のとおり。
- 起点 : 越谷市南越谷一丁目（「南越谷一丁目」交差点）（埼玉県道49号足立越谷線交点）
- 終点 : 川口市桜町五丁目（「桜町五丁目」交差点）（埼玉県道105号さいたま鳩ヶ谷線交点）
- 重要な経過地 : なし
- 路線延長 : 6,998m[5]

## 路線状況
越谷市の国道4号との交点（七左町交差点）は、従来本道・国道4号・越谷市道2本が交わる6叉路となっていたが、七左町の区画整理事業により2009年（平成21年）10月20日に本道の越谷駅方面側は国道4号上り線（草加市方面）への丁字交差に、本道の鳩ヶ谷方面側は直進方向が南越谷方面への市道へとそれぞれ付け替えられた。このため、本道を鳩ヶ谷方面側から越谷駅方面に向かう場合、一旦越谷市道を迂回しなければならない。（国道4号下り線（草加市方面側）から越谷駅方面に行く場合も同様となる。）

その後、平成30年3月30日に本道の起点が越谷市南越谷一丁目に変更したことに伴い、南越谷方面の直進方向の市道が県道に変更され、越谷駅方面側の県道が市道に変更された。これにより本道の迂回通行が解消された。

## 地理

### 通過する自治体
- 埼玉県
  - 越谷市
  - 草加市
  - 川口市

### 交差する道路
| 交差する道路                       | 交差する道路                       | 交差点名     | 所在地 | 所在地        |
| ---------------------------------- | ---------------------------------- | ------------ | ------ | ------------- |
| 埼玉県道49号足立越谷線（日光街道） | 埼玉県道49号足立越谷線（日光街道） | 南越谷一丁目 | 越谷市 | 南越谷1丁目   |
| 国道4号（草加バイパス）            | 国道4号（草加バイパス）            | 七左町       | 越谷市 | 新越谷2丁目   |
| 埼玉県道324号蒲生岩槻線            | 埼玉県道324号蒲生岩槻線            | 辰ノ口橋     | 越谷市 | 大間野町3丁目 |
| 埼玉県道381号東大門安行西立野線    |                                    | 花山下東     | 川口市 | 安行          |
| 埼玉県道103号吉場安行東京線        | 埼玉県道103号吉場安行東京線        | 花山下       | 川口市 | 安行          |
| 国道298号                          | 国道298号                          | 安行西       | 川口市 | 安行          |
|                                    | （東本郷赤山通り）                 |              | 川口市 | 赤山          |
| 埼玉県道239号足立川口線            | 埼玉県道239号足立川口線            | 赤山         | 川口市 | 赤山          |
| 埼玉県道105号さいたま鳩ヶ谷線      | 埼玉県道105号さいたま鳩ヶ谷線      | 桜町五丁目   | 川口市 | 桜町5丁目     |

### 通過する鉄道と河川
- 東武伊勢崎線（東武スカイツリーライン）
- 綾瀬川（一之橋）
- 伝右川（伝右橋）
- 埼玉高速鉄道 戸塚安行駅、新井宿駅（両駅間で当路線の地下を通過）

### 沿線の施設
| 施設                               | 所在地 | 所在地   |
| ---------------------------------- | ------ | -------- |
| 越谷サンシティ                     | 越谷市 | 南越谷   |
| 新越谷駅                           | 越谷市 | 南越谷   |
| 越谷市立南越谷小学校               | 越谷市 | 南越谷   |
| 越谷市科学技術体験センターミラクル | 越谷市 | 新越谷   |
| 草加市立新栄小学校                 | 草加市 | 新栄     |
| 二宮病院                           | 草加市 | 新栄     |
| Unidy 草加新栄町店                 | 草加市 | 新栄     |
| マミーマート 川口安行店            | 川口市 | 安行藤八 |
| 安行郵便局                         | 川口市 | 安行     |
| 持宝院                             | 川口市 | 安行     |
| 山王公園                           | 川口市 | 赤山     |
| 江川運動広場                       | 川口市 | 新井宿   |
| 川口市立桜町小学校                 | 川口市 | 桜町     |
| 鳩ヶ谷桜町郵便局                   | 川口市 | 桜町     |